# 金錢帝國
《金錢帝國》是一部2009年上映的香港電影。由王晶導演，梁家輝、陳奕迅、黃秋生及方力申領銜主演。本片英文名稱四字的首字母合起是ICAC，為廉政公署的英文簡稱。

## 劇情
香港殖民地時期，曾經有一段黑暗的時期。當時的警隊，貪污無日無天。
這個貪污帝國的頭兒是華人總探長「Lak哥」徐樂功（梁家輝飾）。 Lak哥手下火麒麟（黃秋生飾）為破案而胡亂抓了大學生韓志邦（方力申飾），更施以酷刑逼使他認罪。幸邦母找到收租佬「豬油仔」（王晶飾）幫忙，邦才獲得釋放！陳細九（陳奕迅飾）是Lak哥的下屬，他有9位「老婆」，其實都是其他探長的情婦，唯一對他忠心的只有老四（徐子珊飾）。 一次巧遇，細九與女毒梟玫瑰（劉洋飾）成為密友。有了細九的撐腰，玫瑰從此一帆風順。Lak哥與火麒麟的相好上海婆（孟瑤飾）暗中私通，被火麒麟撞破後痛打了Lak哥一頓，因而被調派至駐守於水塘。到了1974年，香港政府成立廉政公署，由幹練的嚴國樑（林保怡飾）負責對付一切貪污舞弊的罪行，火麒麟及韓志邦也陸續加入了廉政公署，Lak哥這個貪污帝國因而逐漸崩潰……

## 演員
| 演員          | 角色      | 備註 |
| 梁家輝        | 徐乐功    | Lak哥 本為總華探長，最後逃亡台灣 角色影射吕乐 |
| 陳奕迅        | 陳细九    | 筲箕灣區探長，Lak哥的手下，本來跟隨Lak哥逃亡台灣，但在良心發現下最後自首，最初被判入獄四年，後來因在獄中行為良好在入獄三年半後獲釋，獲釋後與阿梅及小慈生活 角色影射藝人曾志偉之父曾启荣 其角色同時亦是本劇的旁白 |
| 王晶          | 豬油仔    | 仔哥 收租佬 與Lak哥勾結，最後被楊咩拘捕，判入獄五年 |
| 徐子珊        | 阿梅      | 老四 被Lak哥強暴後成為陳細九第四名妻子 |
| 林保怡        | 嚴國樑    | 廉署調查員，最終被Lak哥派人駕車撞死 |
| 黃秋生        | 火麒麟    | 鄧姓 原為貪污警員，因得罪Lak哥，被貶守水塘，後在水塘釣魚時巧遇嚴國樑並受邀請成為廉署調查員，最終卻被Lak哥派人槍殺身亡                                                                                            |
| 梁焯滿        | 擦鞋輝    | 阿輝 貪污警員，Lak哥之手下，最後跟隨Lak哥逃亡台灣 |
| Henry Coombs  | Henderson | 亨達臣、鬼頭亨 警隊高層，與徐樂功、葛柏勾結 最後被捕，判處監禁十個月，出獄後回英國享受退休生活 角色影射韩德 |
| Leon Hill     | 薛畿輔    | 新任警務署長，被倫敦派來打擊貪污 與徐樂功不和，於中段將其和阿跛、肥仔森等人拘捕，並配合廉政公署行動 |
| 惠天賜        | 林 剛     | 貪污探長 老三之情夫 最後跟隨Lak哥逃亡台灣 角色影射藍剛 |
| 火 星         | 王 銅     | 貪污探長 老六之情夫 最後跟隨Lak哥逃亡台灣 |
| 方力申        | 韓志邦    | 香港大學學生，後為廉署調查員 其角色同時亦是本劇的旁白之一 |
| 鮑起靜        | 韓志邦母  | |
| 孟 瑤         | 愛美麗    | 火麒麟的女人 |
| 謝鿊彤        | 小 慈     | 陳細九及阿梅女兒 |
| 劉洋          | 玫 瑰     | 女毒贩，後為四大家族之一 （粵語配音：陳琴雲） |
| 孔琳          | 老虎狗    | Lak哥太太 （粵語配音：劉惠雲） |
| 王天林        | 波 叔     | 徐樂功之岳父 |
| 洪天明        | 牛脷蘇    | 貪污警員 |
| 余子明        | 楊 咩     | 軍裝警署警长 韓志邦的表姨丈 最初求豬油仔救韓志邦，後來雖自從韓志邦加入廉署後與之斷絕關係，但仍接下了其發出的逮捕令親手逮捕豬油仔。                                                                               |
| 周柏豪        | 蒲偉聲    | 廉署調查員，被恐嚇導致精神失常 |
| 吳志雄        | 肥仔森    | 阿森 四大家族之一 最後被捕 |
| 鄭家生        | 阿 祝     | 潮州粥 四大家族之一，後失去四大家族的資格 |
| 黄栢文        | 老 鬼     | 四大家族之一 訛稱貨船失事無法交租，實為欠下賭債而挪用公款償還 |
| 徐忠信        | 阿 跛     | 四大家族之一 最後被捕並供出豬油仔 角色影射吳錫豪 |
| Simon Watkiss | Thomas    | 鬼見愁 廉政公署高層 |
| 巩新亮        |           | 廉政公署人員 |
| 小王晶        | 萍 萍     | 陳細九正印老婆 （粵語配音：劉惠雲） |
| 龔嘉欣        | 莎 莎     | 老九 |
| 喬寶寶        |           | 監獄囚友 |

## 各地電影分級制度
| 國家／地區 | 級別 |
| ---------- | ---- |
| 香港       | IIB  |
| 馬來西亞   | 18PL |

## 外部連結
- 開眼電影網上《金錢帝國》的資料（繁體中文）
- 香港影庫上《金錢帝國》的資料（繁體中文）
- 豆瓣电影上《金錢帝國》的資料 （简体中文）
- 时光网上《金錢帝國》的資料（简体中文）
- AllMovie上《金錢帝國》的资料（英文）
- 爛番茄上《金錢帝國》的資料（英文）
- 互联网电影数据库（IMDb）上《金錢帝國》的资料（英文）